# Paul von Lettow-Vorbeck
Paul Emil von Lettow-Vorbeck (Saarlouis, 1870. március 20. – Hamburg, 1964. március 9.) német tábornok, az első világháború idején Német Kelet-Afrika katonai parancsnoka. Mindössze 14 ezer főnyi seregével (ebből 3 ezer német, 11 ezer afrikai) és gerillataktikával sikerrel szállt szembe a 300 ezres brit-belga-portugál erőkkel és a háború végéig kitartott. Ő volt az egyetlen német parancsnok az első világháborúban, aki sikeres támadásokat tudott intézni brit fennhatóságú területek ellen.

## Ifjúsága
Paul Emil von Lettow-Vorbeck 1870-ben született Saarlouisban, pomerániai eredetű kisnemes családban, amikor katonatiszt apját családjával együtt a Rajna-vidékre vezényelték. Berlini bentlakásos iskolában tanult, majd Potsdamban és Berlin-Lichterfeldében volt hadapród. 1890-ben hadnagyi rangban lépett be a Német Császári Hadseregbe.

## Katonai pályafutása
1900-ban Lettow-Vorbecket a bokszerlázadás leverésére összeállt nemzetközi koalíció keretén belül Kínába vezényelték. Itt találkozott először a gerillák elleni harc nehézségeivel és úgy találta, hogy ez a fajta háború aláássa a német hadsereg harci morálját. 1901-ben visszatért Kínából és csatlakozott a vezérkarhoz.
1904-ben Német Délnyugat-Afrikába küldték, ahol kitört a namák és hererók lázadása. A harcok során megsérült a bal szemén és a mellkasán és Dél-Afrikába küldték kezelésre; így nem vett részt a felkelés leverése utáni népirtásban.
1907-ben őrnaggyá léptették elő és a 11. Armee Korps törzskarához vezényelték. 1909 márciusától 1913 januárjáig ő volt az alsó-szászországi Wilhelmshavenben állomásozó II. Seebataillon tengerészgyalogosainak parancsnoka. 1913 októberében alezredesi kinevezéssel Német Kamerunba küldték, ahol ő lett a gyarmat fegyveres erőinek (Schutztruppe) vezetője. Azonban mielőtt még elfoglalhatta volna posztját, megváltoztatták a parancsot és Kamerun helyett 1914. április 13-i hatállyal Német Kelet-Afrikába küldték. Az új állomáshelyére való utazás közben a hajón megismerkedett és életre szóló barátságot kötött Karen Blixen dán írónővel.

## Az első világháborúban

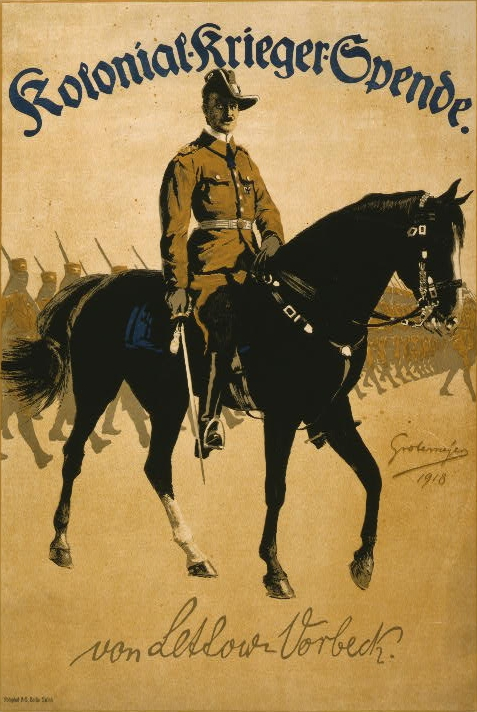
Lettow-Vorbecket ábrázoló plakát az első világháború idejéből

Alig néhány hónappal azután, hogy átvette a gyarmati erők parancsnokságát, kitört az első világháború. Tudva, hogy az afrikai gyarmatok csak mellékhadszínterek lehetnek a világégésben, Lettow-Vorbeck arra törekedett, hogy minél nagyobb brit erőket kössön le minél hosszabban és megakadályozza az európai fő frontra való szállításukat. Berlin és a kormányzó, Heinrich Schnee a brit megszállás elkerülésének érdekében kinyilvánította a gyarmat semlegességét, de Lettow-Vorbeck ezt hiábavaló próbálkozásnak tartotta és nem vette figyelembe a kapott utasításokat.
1914 augusztusában Lettow-Vorbecknek mindössze 2600 német és 2742 bennszülött aszkari állt rendelkezésére. November 2-án az angolok partraszálltak Tanga városa mellett, amit mindössze egy aszkariszázad védett. Lettow-Vorbeck a környékről sebtében összeszedett, mintegy ezer főnyi erősítéssel sikeresen visszaverte a nyolcszoros túlerőben lévő támadókat. Ezután, az újabb támadásokat megelőzendő átcsapott Brit Kelet-Afrikába (a mai Kenya és Uganda), ahol Jassinnál megadásra kényszerítette a 300 fős helyőrséget és modern lőfegyvereket és muníciót zsákmányolt.
A későbbiekben is igyekezett megtartani a kezdeményezést, rendszeres portyákat vezetett a Brit Kelet-Afrikába és Rhodesiába, erődöket, vasutakat (két év alatt 20 vonatot robbantott fel), távíróvonalakat támadott, aztán visszavonult; igyekezett arra kényszeríteni az ellenséget, hogy minél nagyobb erőket állomásoztasson gyarmatai védelmére.
A gyarmat német lakosságából, de elsősorban a bennszülöttek közül önkénteseket toborzott és porosz módra kiképezte őket; idővel csapatai létszáma elérte a 14 ezret. A helybeliek közötti népszerűségét növelte, hogy folyékonyan beszélt szuahéliül és ahogyan mondta "itt most mind afrikaiak vagyunk". Sikeres támadásaival növelte csapatai morálját, maga is megosztott velük minden nehézséget; az egyetlen luxus amit megengedett magának egy bicikli volt. Lovagias parancsnok volt, az elfogott brit katonákat lefegyverezte és miután becsületszavukat vette, hogy nem harcolnak ellene, szabadon engedte őket.

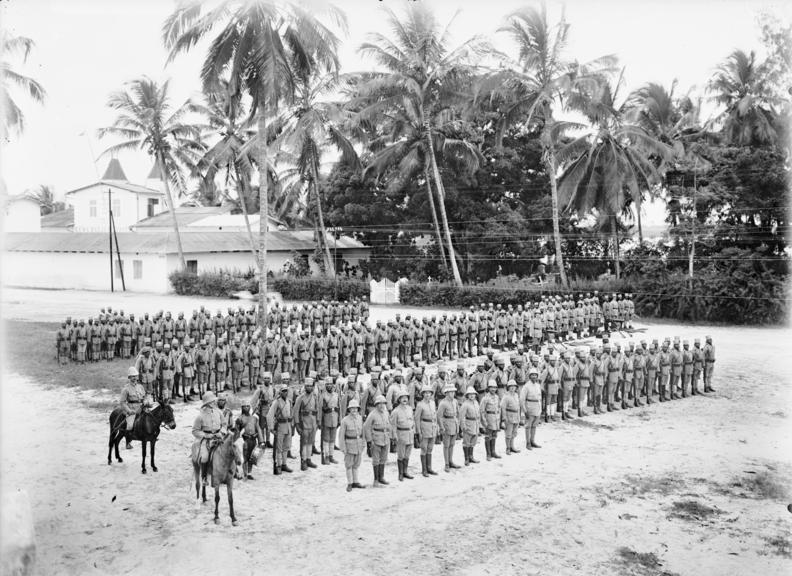
Német és aszkari csapatok Német Kelet-Afrikában

1915 júliusában csatlakozott hozzá a csapdába esett és partra futtatott SMS Königsberg cirkáló legénysége. A hadihajó ágyúit leszerelték és mozgathatóvá alakították át, így már tüzérséggel is rendelkezett. 1916 márciusában a britek Jan Smuts tábornok vezetésével 45 ezres hadsereget küldtek a német gyarmat ellen, amelyet belga csapatok is támogattak. Lettow-Vorbeck kitért az ellenséges erők elől, a terepet és az időjárást kihasználva lecsapott az egyes csapatokra, de ekkora túlerő ellen nem boldogulhatott. A britek 1916 szeptemberére megszállták Német Kelet-Afrika partvidéket, beleértve a fővárost, Dar es-Salaamot is. A nyugati részre a belgák vonultak be. A belső területeken azonban továbbra is a németek voltak az urak: 1917 októberében a mahiwai csatában a háromszoros túlerőben lévő briteket legyőzve 2700 katonájukat megölték (bár eközben maguk is érzékeny, 500 fős veszteséget szenvedtek). Miután a csata híre eljutott Berlinbe, Lettow-Vorbecket vezérőrnaggyá léptették elő.
Lettow-Vorbeck csak minimális segítséget kapott Németországból, a háború során csak két utánpótlást szállító hajó jutott el a gyarmatig. 1915. április 14-én a Kronborg teherhajó érkezett meg Tangához két hónapos utazás után, de érkezésekor a brit HMS Hyacinth cirkáló megtámadta. A hajó kapitányának sikerült partra futtatnia a hajót, mielőtt az angolok elsüllyesztették volna, és rakománya eljutott az ellenállókhoz. 1916. március 17-én pedig a Marie von Stettin hozott 1500 tonnányi utánpótlást. 1917 novemberében zeppelinnel próbáltak utánpótlást eljuttatni Lettow-Vorbeckhez ami egészen Szudánig eljutott, de utána vissza kellett fordulnia. Lettow-Vorbeck a helybeli lakosságtól rekvirálással szerezte a szükséges élelmet és csapatait marhacsordák kísérték.

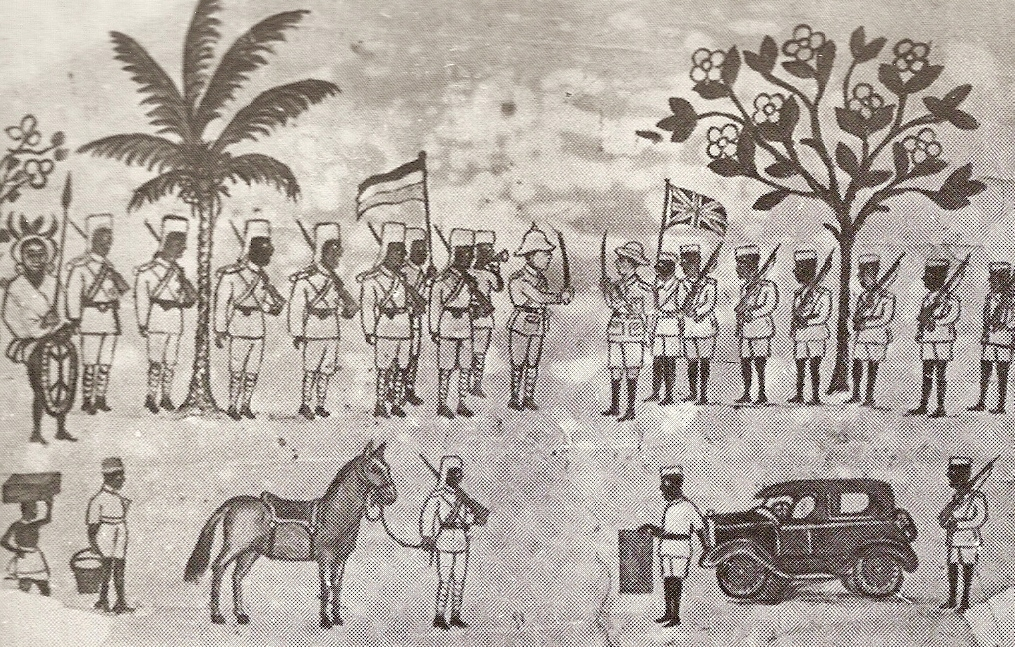
A német csapatok fegyverletétele (korabeli afrikai művész rajza, 1918)

1917 novemberében a gyakorlatilag nomád életmódra áttért, folyamatosan mozgásban lévő német ellenállók délre húzódtak, 25-én átlépték Portugál Mozambik határát és lerohanták Ngomano helyőrségét, ahol bőséges élelmiszer és lőszerutánpótlást szereztek. Ugyanitt elfogtak egy egészségügyi utánpótlást szállító folyami gőzöst, amiről nagy mennyiségű kinint zsákmányoltak. Ezzel megoldódott a malária kezelésének problémája. Maga Lettow-Vorbeck is beteg volt és legalább tíz komoly rohamon esett át; korábban különféle kérgekből kotyvasztottak maguknak gyógyszert. A következő évben a britektől és portugáloktól szerzett zsákmányból tartották el magukat. Júliusban elfoglalták Namakura erődjét és lecserélték régi puskáikat modern lőfegyverekre, géppuskákra és aknavetőkre. Még a háború végén is több lőszerük volt, mint amennyit vinni bírtak.
1918. szeptember 28-án az üldöző britek elől kitérve visszatértek Német Kelet-Afrika területére. Ezután nyugatnak fordulva átkeltek Észak-Rhodesiába, kikerülve az északon nekik állított csapdát. November 13-án (két nappal a világháború végét jelentő fegyverszünet vége után) elfoglalták a britek által kiürített Kasama városát. Ezután délnyugati irányba, Katanga felé indultak de egy nappal később a fehér zászlót lengető Hector Croad angol gyarmati tisztviselő rájuk talált és informálta őket, hogy véget ért a háború. Lettow-Vorbeck beleegyezett a tűzszünetbe és november 25-én letette a fegyvert. Maradék serege már csak 30 német tisztből és 125 katonából, valamint 1168 aszkariból és 3500 teherhordóból állt.

## A háború után

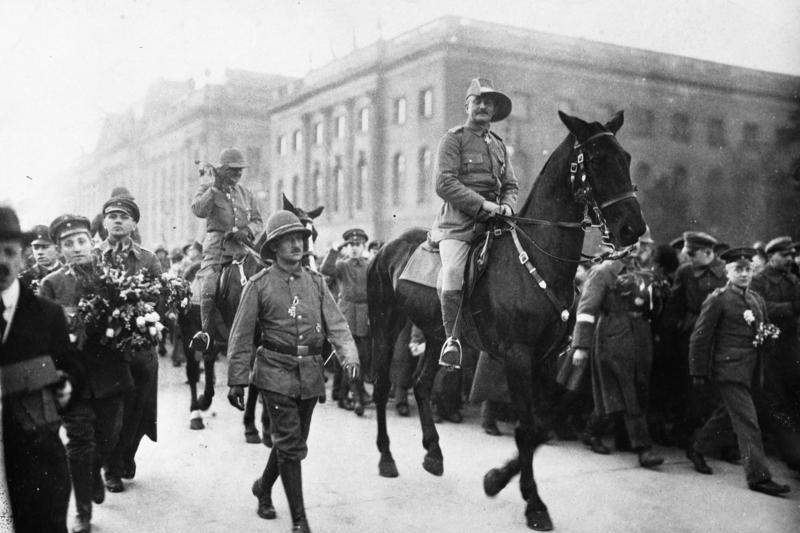
Lettow-Vorbeck és katonái felvonulása Berlinben

A fegyverletétel után a németeket Dar es-Salaamba, hadifogolytáborba vitték, a bennszülött aszkarikat pedig Taborában tartották fogva. Lettow-Vorbeck igyekezett elérni, hogy velük megfelelően bánjanak és mielőbb elengedjék őket.
Lettow-Vorbeck 1919 márciusában térhetett vissza Németországba, ahol hősként ünnepelték. Fekete lovon ülve és rongyos trópusi ruhájukat viselő német katonái kíséretében végigvonult a feldíszített Brandenburgi kapu alatt. Bár végül le kellett tennie a fegyvert, de soha nem győzték le és a német parancsnokok közül egyedül ő támadott sikeresen brit területeket.
Visszatérése után, 1919-ben feleségül vette Martha Wallrothot. Két fiuk (Rüdiger és Arnd), valamint két lányuk (Heloise és Ursula) született. Lettow-Vorbeck a hadsereg kötelékeiben maradt de az 1920-as Kapp-féle puccsot követő zűrzavarban és tisztogatásokban leszereltették. Ezután Brémába költözött és import-export ügyletekből élt.

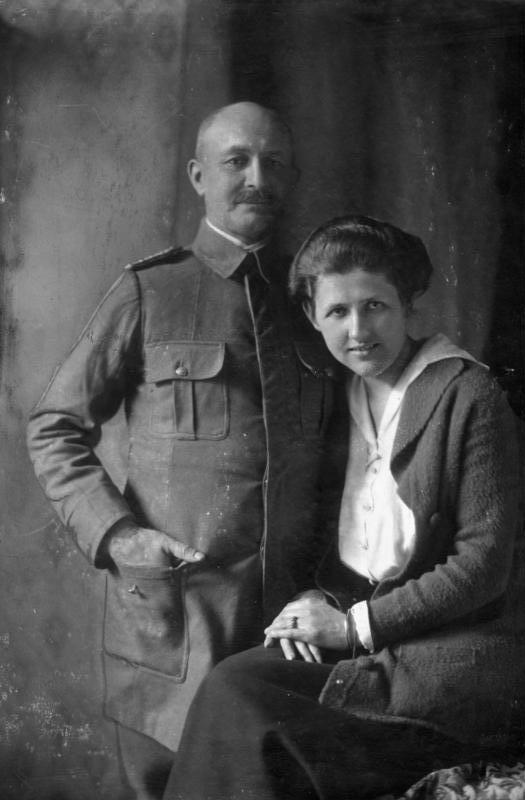
A tábornok és felesége 1919-ben

1928 májusa és 1930 júliusa között a monarchista Német Nemzeti Néppárt képviselője volt a Reichstagban. Kimondottan "bizalmatlan volt Hitlerrel és mozgalmával szemben" és javasolta rokonának, Hans-Jürgen von Blumenthalnak (akit 1944-ben a Hitler elleni összeesküvés miatt kivégeztek) hogy pártjuknak náciellenes koalíciót kellene kötnie a Stahlhelm jobboldali veteránszervezettel. 1935-ben Hitler felajánlotta neki a brit nagyköveti posztot, amit vehemensen visszautasított. Ezután folyamatos megfigyelés alatt tartották, otthoni irodáját átkutatták.
A második világháború végén az idős Lettow-Vorbeck gyakorlatilag nincstelenné vált. Két fia elesett, házát lebombázták, csak valamikori ellenfele, Smuts tábornok élelmiszercsomagjaiból tudta fenntartani magát. A magára találó német gazdaság révén azután jó állami nyugdíjban részesült, és 1953-ban újra meglátogathatta Kelet-Afrikát és találkozhatott néhány régi aszkarijával.
Paul von Lettow-Vorbeck 1964. március 9-én, 11 nappal 94. születésnapja előtt halt meg Hamburgban. A nyugatnémet kormány két volt aszkariját államköltségen Európába szállította, hogy részt vehessenek a temetésen. A tábornokot a schleswig-holsteini Pronstorfban temették el. Halála évében a német kormány úgy döntött, hogy utólag kifizetik Lettow-Vorbeck afrikai katonáinak elmaradt bérét. A kihelyezett pénzkifizető irodában 350 volt aszkari gyűlt össze, de csak néhányan tudták felmutatni a Lettow-Vorbeck által nekik adott igazolást, a többiek régi egyenruhájuk maradékát prezentálták. A pénztáros nem akart csalóknak fizetni, ezért sorban valamennyiüknek odaadott egy seprűt és felszólította őket, hogy német vezényszavakra mutassanak be fegyverfogási gyakorlatokat. Valamennyi régi katona megfelelt a teszten.

## Emlékezete
A Bundeswehr négy laktanyája is viselte Lettow-Vorbeck nevét, de a katonai létesítmények bezárása után már csak a kelet-fríziai Leer-beli működik. Wuppertal, Bréma, Cuxhaven, Mönchengladbach, Halle, Radolfzell és az ausztriai Graz városokban utca viseli a tábornok nevét, míg Saarlouisban és Hannoverben a Kapp-puccsban való feltételezett részvétele miatt átnevezték a korábbi Lettow-Vorbeck utcákat.
A Tanzániában megtalált Dysalotosaurus lettowvorbecki dinoszauruszfajt róla nevezték el.

## Művei
- Lettow-Vorbeck, Paul Emil von: Heia Safari! Deutschlands Kampf in Ostafrika. Leipzig: Hase & Köhler, 1920
- Lettow-Vorbeck, Paul Emil von: Meine Erinnerungen aus Ostafrika. Leipzig: Hase & Köhler, 1920
- Lettow-Vorbeck, Paul Emil von: Mein Leben. Biberach an der Riss: Koehlers Verlag, 1957

## Fordítás
- Ez a szócikk részben vagy egészben  a   Paul von Lettow-Vorbeck című angol Wikipédia-szócikk ezen változatának fordításán alapul.  Az eredeti cikk szerkesztőit annak laptörténete sorolja fel. Ez a jelzés csupán a megfogalmazás eredetét és a szerzői jogokat jelzi, nem szolgál a cikkben szereplő információk forrásmegjelöléseként.